# Aleksandrs Solovjovs
Aleksandrs Solovjovs (Riga, 25 febbraio 1988) è un calciatore lettone, difensore o centrocampista del Beitar.

## Carriera

### Club
Ha iniziato la sua carriera con la maglia dello Skonto. Nel 2007 passa in prestito all'Olimps Rīga, con cui gioca spesso titolare e segna la prima rete in campionato il 26 giugno 2007 nella gara contro il Daugava.
Nel 2008 si è trasferito al Ventspils, con cui ha vinto subito il campionato, sebbene con appena due presenze. Ad inizio 2009 è passato in prestito al Tranzit, con cui ha trovato maggiore continuità, chiudendo la stagione di nuovo al Ventspils.
Nel 2010 è andato ai ciprioti dell'Atromītos Geroskīpou, mentre nella stagione successiva è andato ai dilettanti inglesi del Nantwich Town.
A fine 2012 è tornato sul Mar Baltico, ai lituani del Tauras; fa, quindi, ritorno in patria, prima allo Spartaks Jūrmala, poi al Daugava e infine al Gulbene.
Nel 2016 è di nuovo all'estero, con gli estoni del Kalev Sillamäe, mentre dal 2017 è all'RFS Riga.

### Nazionale
Ha debuttato in nazionale il 25 marzo 2017, giocando titolare la gara contro la Svizzera valida per le qualificazioni al campionato mondiale di calcio 2018.

## Statistiche

### Cronologia presenze e reti in nazionale
| Cronologia completa delle presenze e delle reti in nazionale ― Lettonia | Cronologia completa delle presenze e delle reti in nazionale ― Lettonia | Cronologia completa delle presenze e delle reti in nazionale ― Lettonia | Cronologia completa delle presenze e delle reti in nazionale ― Lettonia | Cronologia completa delle presenze e delle reti in nazionale ― Lettonia | Cronologia completa delle presenze e delle reti in nazionale ― Lettonia | Cronologia completa delle presenze e delle reti in nazionale ― Lettonia | Cronologia completa delle presenze e delle reti in nazionale ― Lettonia |
| Data                                                                    | Città                                                                   | In casa                                                                 | Risultato                                                               | Ospiti                                                                  | Competizione                                                            | Reti                                                                    | Note                                                                    |
| ----------------------------------------------------------------------- | ----------------------------------------------------------------------- | ----------------------------------------------------------------------- | ----------------------------------------------------------------------- | ----------------------------------------------------------------------- | ----------------------------------------------------------------------- | ----------------------------------------------------------------------- | ----------------------------------------------------------------------- |
| 25-3-2017                                                               | Ginevra                                                                 | Svizzera                                                                | 1 – 0                                                                   | Lettonia                                                                | Qual. Mondiali 2018                                                     | -                                                                       |                                                                         |
| 28-3-2017                                                               | Tbilisi                                                                 | Georgia                                                                 | 5 – 0                                                                   | Lettonia                                                                | Amichevole                                                              | -                                                                       |                                                                         |
| 9-6-2017                                                                | Riga                                                                    | Lettonia                                                                | 0 – 3                                                                   | Portogallo                                                              | Qual. Mondiali 2018                                                     | -                                                                       |                                                                         |
| 12-6-2017                                                               | Riga                                                                    | Lettonia                                                                | 1 – 2                                                                   | Estonia                                                                 | Amichevole                                                              | -                                                                       |                                                                         |
| 31-8-2017                                                               | Ginevra                                                                 | Ungheria                                                                | 3 – 1                                                                   | Lettonia                                                                | Qual. Mondiali 2018                                                     | -                                                                       |                                                                         |
| 3-9-2017                                                                | Riga                                                                    | Lettonia                                                                | 0 – 3                                                                   | Svizzera                                                                | Qual. Mondiali 2018                                                     | -                                                                       | 57’                                                                     |
| 10-10-2017                                                              | Riga                                                                    | Lettonia                                                                | 4 – 0                                                                   | Andorra                                                                 | Qual. Mondiali 2018                                                     | -                                                                       |                                                                         |
| 7-11-2017                                                               | Oeiras                                                                  | Arabia Saudita                                                          | 2 – 0                                                                   | Lettonia                                                                | Amichevole                                                              | -                                                                       | 46’                                                                     |
| 6-9-2018                                                                | Riga                                                                    | Lettonia                                                                | 0 – 0                                                                   | Andorra                                                                 | UEFA Nations League 2018-2019                                           | -                                                                       | 76’                                                                     |
| 10-6-2019                                                               | Riga                                                                    | Lettonia                                                                | 0 – 5                                                                   | Slovenia                                                                | Qual. Euro 2020                                                         | -                                                                       |                                                                         |
| 27-3-2021                                                               | Amsterdam                                                               | Paesi Bassi                                                             | 2 – 0                                                                   | Lettonia                                                                | Qual. Mondiali 2022                                                     | -                                                                       | 85’                                                                     |
| Totale                                                                  |                                                                         | Presenze                                                                | 11                                                                      |                                                                         | Reti                                                                    | 0                                                                       |                                                                         |

## Palmarès

### Club

#### Competizioni nazionali
- Campionato lettone: 1

Ventspils: 2008
- Coppa di Lettonia: 1

RFS Riga: 2019

#### Competizioni internazionali
- Baltic League: 1

Ventspils: 2009-2010